# Gettr
Gettr (stylisé GETTR) est une plate-forme de médias sociaux créée par Jason Miller, un ancien assistant et porte-parole de Donald Trump. Une version bêta de la plateforme est lancée le 1er juillet 2021. Son interface utilisateur et ses fonctionnalités ont été décrites comme très similaires à celles de Twitter.

## Contexte
Après l'attaque du Capitole des États-Unis le 6 janvier 2021, plusieurs sites de médias sociaux ont restreint l'utilisation des médias sociaux de Donald Trump, notamment Twitter, Facebook et Instagram, qui l'ont banni de leurs plateformes. Les plateformes ont également suspendu certains partisans de Trump et d'autres qui partageaient des théories du complot et du contenu extrémiste. Ces actions ont provoqué le tollé de certains conservateurs selon lesquels les sites de médias sociaux et les « Big Tech » faisaient taire les conservateurs.
Après les interdictions, Trump a commencé à chercher des plateformes alternatives,, créant finalement son propre blog pour partager un contenu similaire à ce qu'il avait précédemment publié sur Twitter. Après un mauvais accueil, il a fermé le blog peu après son lancement,. Jason Miller, alors conseiller principal et porte-parole de Trump depuis 2016, a incité pendant plusieurs mois l'équipe Trump à créer son propre réseau social.

## Historique
En juin 2021, il a été rapporté que Miller avait quitté l'équipe de Trump pour devenir PDG d'une startup technologique,. Une version bêta de Gettr a été lancée le 1er juillet 2021, après avoir été ajoutée à l'App Store d'Apple et au Google Play Store à la mi-juin. La plateforme est également accessible via le web. Gettr a été officiellement lancé le 4 juillet 2021.
Selon la liste Apple App Store, Gettr est développé par une société appelée Chainnov Inc.. Miller est PDG, et l'ancien porte-parole de la campagne Trump, Tim Murtaugh, est consultant en affaires médiatiques pour la société. Miller a déclaré que la société était financée par un consortium d'investisseurs internationaux comprenant une fondation liée à Guo Wengui, un homme d'affaires et fugitif chinois. Guo a déclaré qu'il était un conseiller de la plate-forme. Les sites médiatiques liés à Guo ont suggéré que la plate-forme était son idée, bien que Miller ait minimisé la connexion.
Au 1er juillet 2021, Gettr comptait plusieurs milliers d'utilisateurs. Bloomberg a indiqué que Trump ne rejoindrait pas la plate-forme, qu'il n'y aurait aucun intérêt financier et qu'il prévoyait toujours de créer sa propre plate-forme.

## Plate-forme
Gettr a été décrit comme une plate-forme de médias sociaux conservatrice. Gettr se décrit comme un « réseau social non biaisé », et se présente comme une alternative aux réseaux sociaux traditionnels, écrivant dans un énoncé de mission que ses objectifs incluent « la lutte contre la cancel culture, la promotion du bon sens, la défense de la liberté d'expression, la remise en cause des monopoles des médias sociaux et la création d'un véritable marché d'idées »,. Le nom est un mot-valise de « se réunir ».
L'interface utilisateur et l'ensemble de fonctionnalités de Gettr ont été décrits comme très similaires à ceux de Twitter,, certains journalistes le décrivant comme un « clone »,. D'autres accusent la plateforme de copier le code-source de Mastodon, twitter-like open-source décentralisé.
Les utilisateurs peuvent rédiger des articles sur la plate-forme d'une longueur maximale de 777 caractères, télécharger des images et télécharger et éditer des vidéos d'une durée maximale de trois minutes. Les utilisateurs peuvent republier les publications d'autres utilisateurs, ainsi qu'explorer un flux de sujets tendance. La plate-forme inclut également la possibilité pour les utilisateurs d'être vérifiés. L'application est classée « M » pour « mature » dans les magasins d'applications, ce qui signifie qu'elle est recommandée pour les personnes de 17 ans et plus. Miller a déclaré que la plate-forme prévoyait d'ajouter la monétisation via une fonctionnalité de « pourboire », la diffusion en direct et une plate-forme pour faciliter les dons politiques.

## Contenu
Les sujets d'actualité sur la plate-forme le jour du lancement de la version bêta de Gettr comprenaient des slogans pro-Trump, ainsi que des hashtags comprenant des insultes racistes et  antisémites et ceux faisant référence à des théories non prouvées sur les origines de Covid-19,. Les conditions d'utilisation de Gettr autorisent mais n'engagent pas la plate-forme à supprimer le contenu « offensant, obscène, lascif, sale, pornographique, violent, harcelant, menaçant, abusif, illégal ou autrement répréhensible ou inapproprié ». Dans une présentation sur Newsmax, Miller a mentionné l'application comme un « endroit où les gens ne seront pas annulés », et a décrit le système de modération du site, qui, selon lui, avait déjà repéré des « personnes de centre-gauche » afin de « les intercepter et supprimer certains de leurs contenus ».